# Trichocolea floccosa
Trichocolea floccosa là một loài rêu trong họ Trichocoleaceae. Loài này được Herzog & Hatcher mô tả khoa học đầu tiên năm 1957.